# Strangalia ochroptera
Strangalia ochroptera är en skalbaggsart som först beskrevs av Bates 1870.  Strangalia ochroptera ingår i släktet Strangalia och familjen långhorningar.
Artens utbredningsområde är Guyana. Inga underarter finns listade i Catalogue of Life.